# Luis Ernesto Munguía González
Luis Ernesto Munguía González (Puerto Vallarta, Jalisco; 3 de enero de 1985) es un político miembro del Partido Verde Ecologista de México (PVEM). Ha ocupado varios cargos públicos y partidistas como diputado local, diputado federal, dos veces regidor del Ayuntamiento de Puerto Vallarta y presidente estatal del PVEM en Jalisco, y el 30 de septiembre de 2024 asumió la presidencia municipal de Puerto Vallarta, uno de los destinos turísticos más importantes de México.

## Primeros años y educación
Luis Ernesto Munguía González nació en Puerto Vallarta, Jalisco, donde también ha desarrollado la mayor parte de su carrera política. Es egresado de la Universidad de Guadalajara (UdeG), donde obtuvo su licenciatura en Arquitectura.

## Carrera política

### Regidor en el Cabildo de Puerto Vallarta
2011-2014 Comienza su carrera política como regidor del Municipio de Puerto Vallarta, siendo parte de la bancada de Movimiento Ciudadano.

### Elección como Diputado Federal
2015-2018 Fue electo como diputado federal por el Distrito 05 Federal de Jalisco en la LXIII legislatura federal, el distrito 5 abarca Puerto Vallarta y su zona de influencia.

### Elección como Diputado Local
2018-2021 Munguía González fue elegido diputado local del Congreso de Jalisco en la LXII Legislatura, representando el Distrito 05 de Jalisco, que incluye Puerto Vallarta y municipios cercanos. En esa elección, obtuvo aproximadamente el 33% de los votos, bajo las siglas del Partido Verde Ecologista de México (PVEM). Su trabajo se enfocó en temas de desarrollo urbano sostenible y protección ambiental.

### Presidencia Estatal del PVEM en Jalisco
En 2021, Luis Ernesto Munguía fue nombrado presidente estatal del Partido Verde Ecologista de México (PVEM) en Jalisco. Como presidente estatal, Munguía ha promovido una agenda centrada en el desarrollo sustentable, la protección del medio ambiente y la promoción del turismo responsable, áreas de especial interés para Jalisco y Puerto Vallarta.

### Elección a la Presidencia Municipal de Puerto Vallarta
Se postuló para la presidencia municipal de Puerto Vallarta con la coalición "Juntos Haremos Historia". Obtuvo el 32% de los votos, quedando en segundo lugar detrás del candidato de Morena, Luis Michel Rodríguez. Aunque no ganó, logró una votación récord e histórica de más de 20 mil votos para el Partido Verde Ecologista en Vallarta.

### Regidor del Ayuntamiento de Puerto Vallarta
En el 2021 al perder la presidencia municipal es nombrado regidor e integrante del Cabildo de Puerto Vallarta por segunda ocasión.

### Elección como Presidente Municipal de Puerto Vallarta (2024)
En el 2024 Munguía González se postuló nuevamente para la presidencia municipal, esta vez bajo las siglas del Partido Verde Ecologista de México (PVEM). En esta ocasión, ganó con 40,351 votos, lo que representó el 39% de los sufragios. Su más cercano competidor, Ramón Guerrero Martínez, de Movimiento Ciudadano, obtuvo 27,276 votos, mientras que la candidata de Morena, María de Jesús López Delgado, quedó en tercer lugar con 19,651 votos. En el cómputo final, Munguía alcanzó casi 50,000 votos, lo que marcó una cifra histórica en Puerto Vallarta.

## Actividad legislativa
Durante su tiempo como diputado federal en la LXIII Legislatura, Luis Ernesto Munguía González participó en importantes votaciones y apoyó varias leyes clave. Uno de sus aportes más relevantes fue su voto a favor de la Ley General del Sistema Nacional Anticorrupción, promulgada en 2016, la cual estableció un marco legal de combate a la corrupción en México. Esta ley incluyó la Ley de Responsabilidades Administrativas y la Ley Orgánica del Tribunal Federal de Justicia Administrativa, que fortalecen la transparencia y la rendición de cuentas de los servidores públicos en todo el país.
Además de su participación en temas anticorrupción, Munguía apoyó reformas relacionadas con la Ley General de Turismo, que buscaban promover el turismo sustentable y mejorar la infraestructura turística en destinos clave de México, como Puerto Vallarta.